# Varga Ferenc (politikus)
Varga Ferenc (Szentes, 1993. –) roma származású magyar közgazdász, politikus, 2022-től Jobbikos, majd 2023-tól rövid ideig független, majd DK-s országgyűlési képviselő.

## Élete
2017-ben végzett a Szegedi Tudományegyetem Gazdaságtudományi Karán gazdálkodás és menedzsment szakos közgazdászként. Kereskedelmi kontrollerként dolgozott az elmúlt években, mellette 2014 óta a Szegvári Roma Nemzetiségi Önkormányzat elnöki tisztségét is betölti.
A 2022-es országgyűlési választáson országos listán indult. Márki-Zay Péter miniszterelnök-jelölt javaslatának megfelelően az ellenzéki összefogás pártjai (Egységben Magyarországért) három roma származású képviselőt biztosan bejutó helyre tettek, ezért az országos lista 25. helyére került, és 2022 májusától az Országgyűlés tagja lett, civilként a Jobbik frakciójában ülve. 
2023 januárjában kilépett a Jobbikból, mert megelégelte, hogy a párt nem dolgozott eleget és nem vitte ki a politikát a Parlament falain kívülre.  Független képviselőként folytatta. 2023. március 5-én az árnyékkormány miskolci rendezvényén bejelentette, hogy belép a DK-ba, jelenleg a Parlamentben független képviselő, de a DK frakciójával dolgozik együtt. 
2023. szeptember 8-a óta az árnyékminiszterelnök felkérésére a Dobrev-árnyékkormány tagja bér- és munkaügyi árnyékminiszterként. 2025 janurjában a Demokratikus Koalíció politikai igazgató lett. 
Feleségével és három gyermekével Szegváron él.